# يغورغ
يغورغ هي قرية في مقاطعة مراغة، إيران. عدد سكان هذه القرية هو 72 في سنة 2006.